# Hyphydrus assinicus
Hyphydrus assinicus är en skalbaggsart som beskrevs av Régimbart 1889. Hyphydrus assinicus ingår i släktet Hyphydrus och familjen dykare. Inga underarter finns listade i Catalogue of Life.